# Spilosoma purpurea
Spilosoma purpurea är en fjärilsart som beskrevs av Carl von Linné 1769. Spilosoma purpurea ingår i släktet Spilosoma och familjen björnspinnare. Inga underarter finns listade i Catalogue of Life.